# Kingdom Builder (igra)
Kingdom Builder je strateška društvena igra za 2 do 5 igrača koji grade i proširuju svoje kraljevstvo postavljanjem figura na modularnoj tabli i tako skupljaju zlato na kraju igre.

## Opis i pravila
Tabla igre je modularna i sastoji se iz četiri dela, sa različitim vrstama terena tako da je svaki put drugačiji teren za gradnju.
Kada dođe na red, igrač odigrava karticu iz ruke sa simbolom jednog terena i na tom terenu gradi do 3 svoje građevine. Ukoliko je moguće mora graditi pored već postojećih građevina, a ukoliko stavi građevine  oko nekog postojećeg grada ili utvrđenja, dobija i bonus koji taj grad ima. Svaka partija će se igrati sa nasumično odabranim karticama koje određuju šta će se bodovati u partiji tako da je izuzetno bitno prilagođavanje.
Šestougaona polja imaju iscrtane raznolike krajolike, a sem njih postoje i neutralna polja koja sadrže tokene. Tokeni kada se sakupe, daju igracima odredjene prednosti, a da bi ih sakupili moraju da postave naselje do neutralne teritorije na mapi. Igrač može pre ili posle postavke naselja da iskoristi token da bi dobio dodatne opcije i prednosti.
U svakom potezu igrač će vući kartu krajolika i on mora da postavi tri naselja na taj krajolik na tabli. Kada prvi put postavlja naselja, može da birati gde želi na tabli da postavi naselja, ali svaki sledeći put kada povuče kartu istog krajolika, mora da nastavi niz naselja koji je već započet ranije. Igrači takođe pokušavaju da blokiraju protivnike postavljanjem naselja oko njihovih krajolika kako bi sprečili njihovo širenje na tabli.
Igrač sa najviše bodova je pobednik, a za svako postavljeno naselja se dobija po jedan bod, dok dodatne bodove određuju tri karte izvučene na početku igre.

## Spoljašnje veze
Kingdom Builder - BoardGameGeek